# بزجونده
بزجونده (نام علمی: Capromeryx minor) نام یک گونه از تیره کل‌بزان است.